# Ptahmose (Bürgermeister)
Ptahmose (auch Ptehmes) war ein hoher altägyptischer Beamter unter Ramses II. Er trug vor allem den Titel eines „Bürgermeisters von Memphis“. Er ist vorwiegend von den verschiedenen Blöcken seiner Grabkapelle bekannt, die sich seit dem 19. Jahrhundert in zahlreichen Museen befinden. Das Grab selbst wurde im 19. Jahrhundert teilweise fotografiert, doch ging das Wissen um dessen Lage in der darauf folgenden Zeit verloren. Es wurde erst 2010 wiederentdeckt.
Ptahmose trug verschiedene Titel. Er war unter anderem „Schreiber des Königs“, „Großer Bürgermeister in Memphis“ (hati-a- wer-en-Inbu-hedj) und „Obervermögensverwalter in der Kapelle des Ramses im Tempel des Ptah“. Vor allem der letztere Titel ermöglicht eine Datierung des Ptahmose unter Ramses II. Sein Titel „Vorsteher der Arbeiten der Monumente für seine Majestät im Tempel des Ptah“ deutet an, dass er Bauarbeiten des Herrschers im Ptahtempel überwachte. Wenig ist sonst zu seiner Person bekannt. In Inschriften im Grab erscheinen der Enkel Ptahmoses, ein Sohn mit dem Namen Ptahmose und eine Frau mit dem Namen Mutnofret.